# Eduard Einschlag

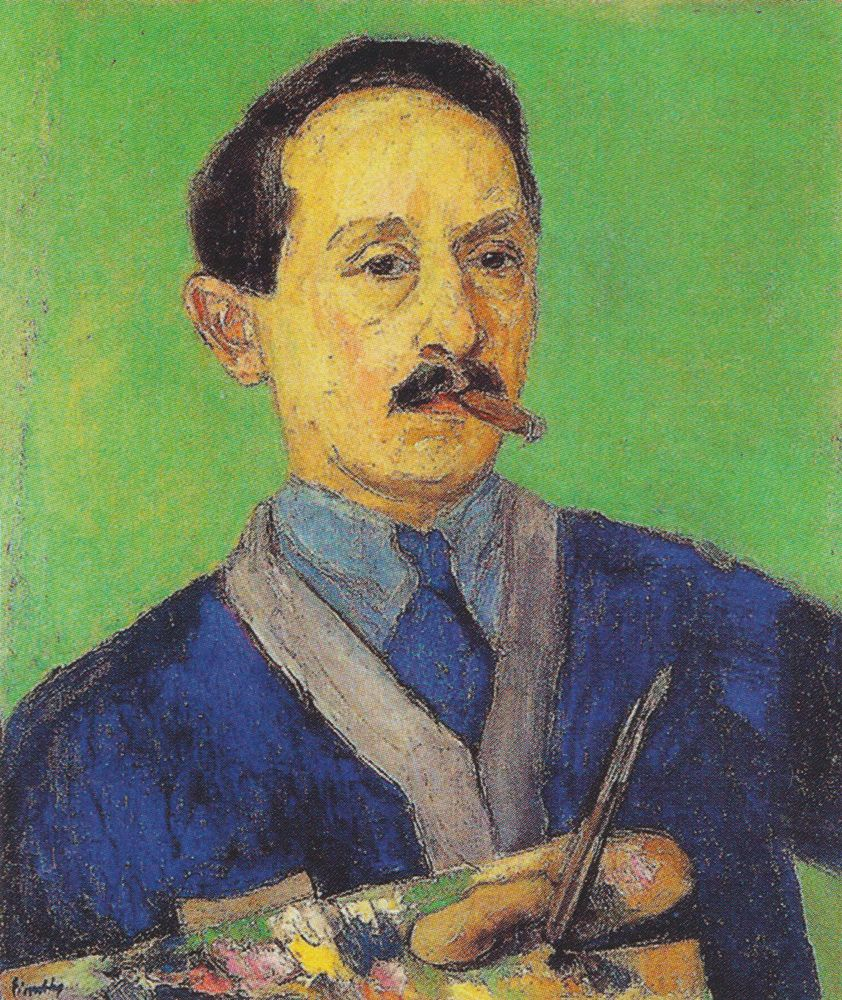
Selbstbildnis (um 1930)

David Eduard Einschlag (* 28. Februar 1879 in Leipzig; † 8. Mai 1945) war ein deutscher Maler und Radierer. Er gilt als einer der Hauptvertreter der Leipziger Impressionisten.

## Leben
Einschlag wurde in der Messestadt Leipzig als zweitältester Sohn des jüdischen Buchhalters Joseph Einschlag (1849–1934) im Wohnhaus Nürnberger Straße 30 geboren. Sein Vater war Ehrenmitglied der Leipziger Sing-Akademie und Mitbegründer des Schubertbundes in Leipzig.
Eduard Einschlag besuchte in seiner Geburtsstadt die Bürger- und anschließend die Handelsschule. Zunächst war er kurzzeitig in der Firma des Vaters auf kaufmännischem Gebiet tätig, bevor er an die Königliche Kunstakademie und Kunstgewerbeschule in Leipzig zu Ludwig Nieper (1826–1906) zur Ausbildung ging. Nach der Jahrhundertwende wechselte Eduard Einschlag an die Kunstakademie nach München und studierte dort bei Peter Halm (1854–1923) die Radierkunst. Anschließend schrieb er sich an der Preußischen Akademie der Künste in Berlin ein und wurde dort Meisterschüler von Karl Köpping (1848–1914).
Bereits 1908 wurde auf der Berliner Kunstausstellung ein Stillleben von Eduard Einschlag zum Kauf angeboten. Zu diesem Zeitpunkt war Einschlag bereits nach Charlottenburg übergesiedelt, wo er eine Wohnung in der Hardenbergstraße 33 fand.

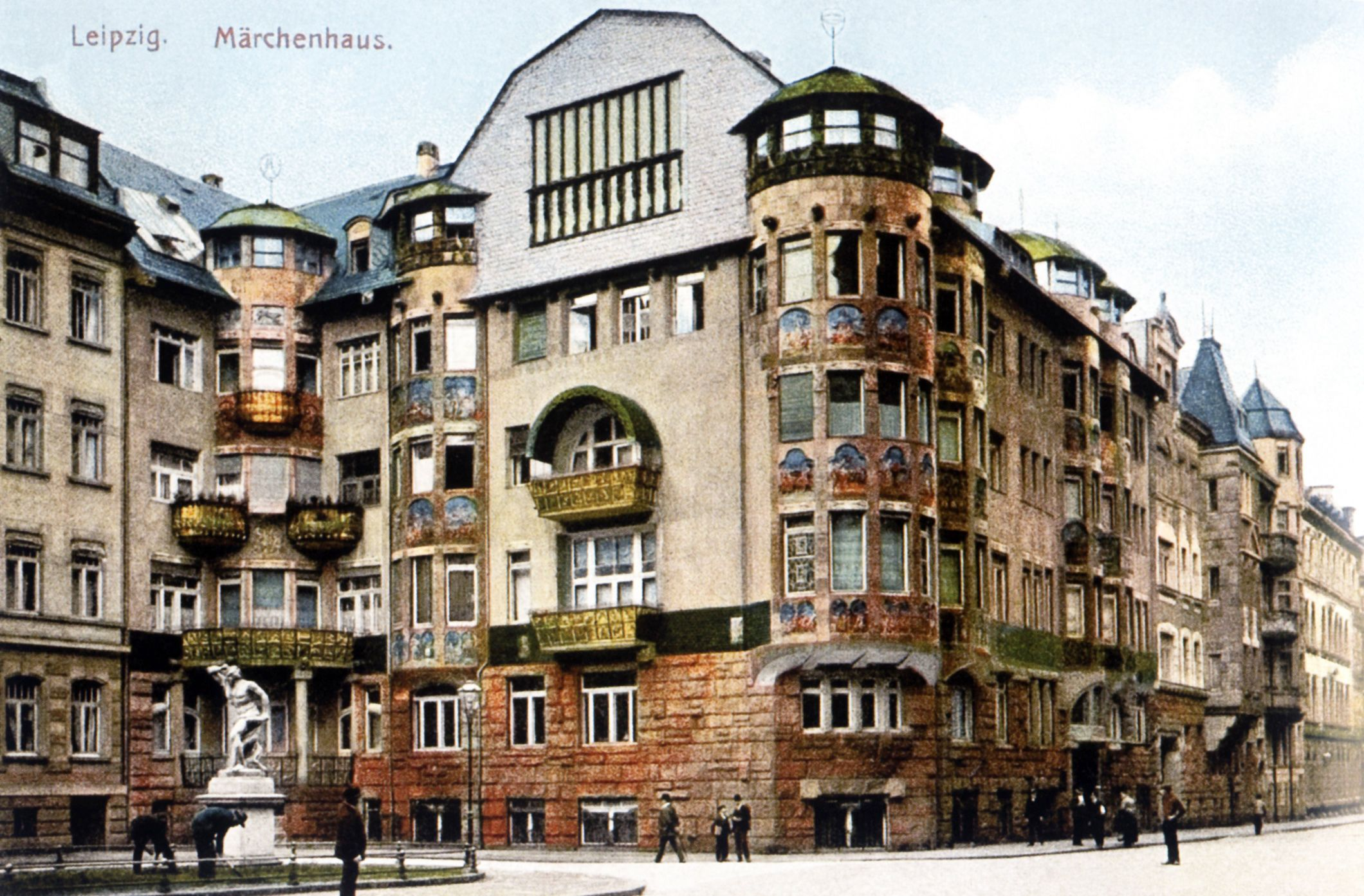
Das Märchenhaus, sein Wohnort 1912–1938

1909 ging Einschlag zur Weiterbildung nach Paris. Im darauffolgenden Jahr kehrte er nach Leipzig zurück, wo er fortan wirkte. Hier wohnte er zunächst in der Weststraße 29 (seit 1945 Friedrich-Ebert-Straße). Nachdem er seine Frau Louise geborene Croner (1883–1945) geheiratet hatte, bezog das Paar 1912 im Märchenhaus, Thomasiusstraße 28, im Dachgeschoss eine Wohnung mit Atelier. Nachbar war hier für über 25 Jahre der Maler Rüdiger Berlit (1883–1939).
In Leipzig wurde Einschlag Mitglied der Leipziger Sezession, des Deutschen Künstlerbundes sowie Mitbegründer des Vereins Leipziger Jahresausstellung (LIA), für den er mehrere Ausstellungen organisierte.
1914 erhielt er auf der Bugra die Goldene Staatsmedaille. 1926 nahm er an der Biennale in Venedig teil.

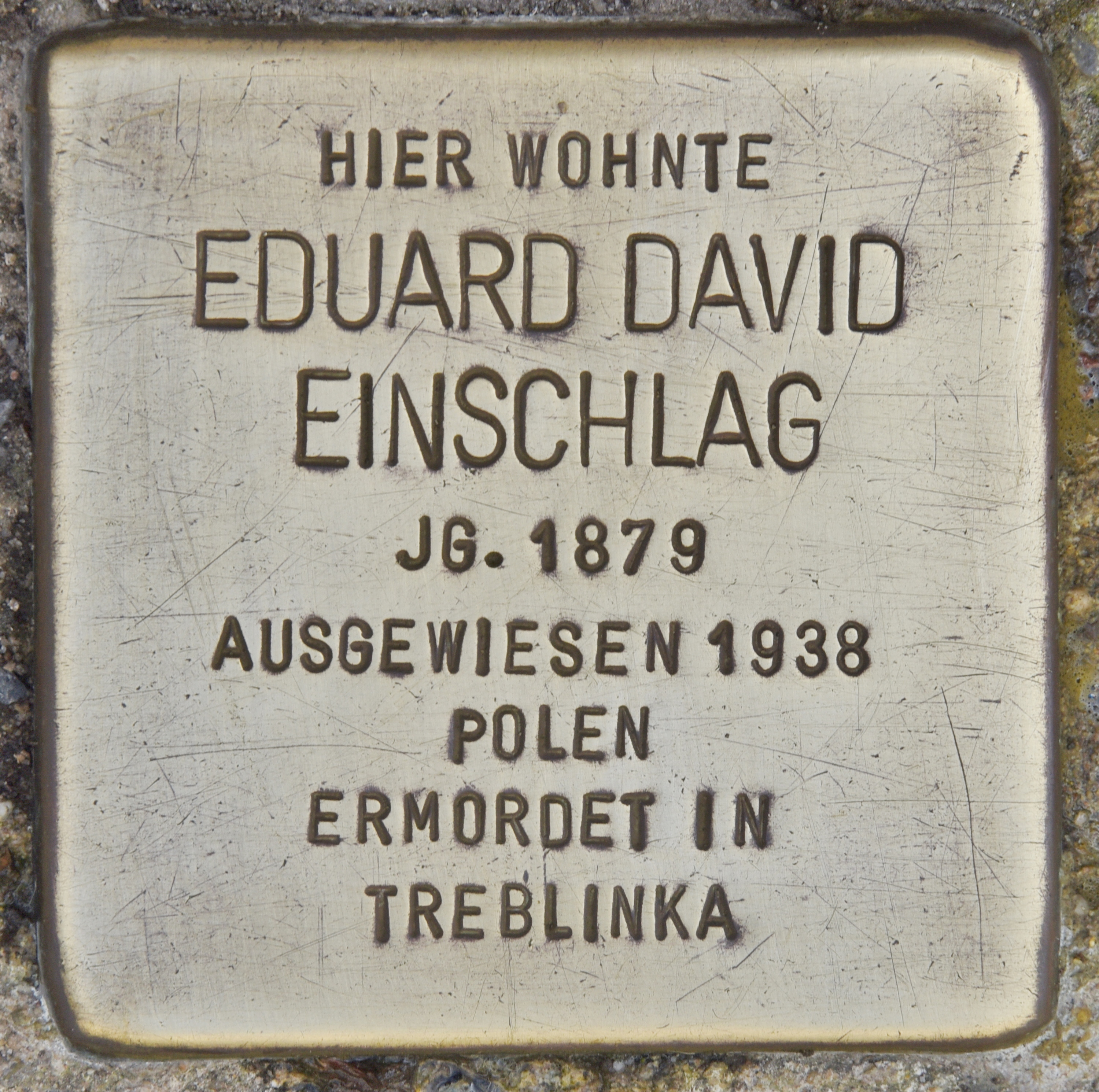
Stolperstein für Eduard Einschlag

Während der Zeit des Nationalsozialismus war Eduard Einschlag als Jude Repressalien ausgesetzt. Per Gesetz war er wegen der Herkunft der Familie nun polnischer Staatsbürger. Das Ehepaar Einschlag wurde im November 1938 gemeinsam mit anderen 5000 Leipziger Bürgern in Eisenbahnwaggons an die polnische Grenze abgeschoben und lebte bis zur Deportation im Warschauer Ghetto. Der weitere Lebensweg verliert sich nun, wahrscheinlich wurden sie im KZ Treblinka ermordet. 1966 wurden beide für den 8. Mai 1945 für tot erklärt. Vor dem ehemaligen Wohnhaus wurden Stolpersteine für beide gesetzt.
Einschlags Bilder wurden beschlagnahmt. 2008 wurden von der Stadt Leipzig neun grafische Blätter aus dem Leipziger Stadtgeschichtlichen Museum seinen in Israel lebenden Großnichten übergeben.
Der Maler Max Schwimmer (1895–1960) schätzte 1959 Eduard Einschlag wie folgt ein: „Eduard Einschlag war eine führende Persönlichkeit des Leipziger, ja des deutschen Kunstlebens. Er hat als Maler und Graphiker großen Erfolg gehabt und galt unter den Künstlern als eine anregende und bedeutende Persönlichkeit. Die künstlerische Jugend verehrte und bewunderte ihn. Er war Mitglied des Deutschen Künstlerbundes und im Vorstand der von Max Klinger begründeten LIA (Leipziger Jahresausstellung). Der Generaldirektor der Berliner Galerien Geheimrat Dr. Bode schätzte sein hohes Können und ließ verschiedene Meisterwerke holländischer Kunst des 17. Jahrhunderts von ihm in graphischen Techniken herstellen. Einschlag studierte in München, Berlin und Paris. Seine Ermordung durch die Nazis hat alle anständigen Künstler Leipzigs tief bewegt und erschreckt.“

## Werke (Auswahl)
- Zwei Pferde, Kohle über Bleistift (1891)
- Sitzender Knabe, Bleistiftzeichnung (1898)
- Junge Frau mit Cape, Radierung (1901)
- Russischer Bauer, Radierung (1903)
- Weiblicher Akt, Öl auf Leinwand (1909)
- Bildnis des Bildhauers Schlosser, Kohlezeichnung (1909)
- Porträt Barnet Licht, Pastellmalerei (1909)
- Weiblicher Rückenakt, Feder in Braun, laviert über Bleistift (1911)
- Akt am Sessel, Radierung (1913)
- Kinderporträt, Kohle/Pastell (1917)
- Am Fenster, Holzschnitt (1918)
- Stillleben mit Krügen und Früchten, Öl auf Leinwand (1924)
- Früchte, Öl auf Leinwand (1925)
- Porträt Karl Sudhoff, Öl auf Leinwand (1928)
- Blumen-Stillleben, Öl auf Leinwand (1928)
- Selbstporträt, Öl auf Leinwand (um 1930)
- Stillleben mit Früchten, Noten und barockem Engel, Öl auf Leinwand (1934)
- Porträt Hans Driesch, Radierung
- Männerbildnis (nach Rembrandt), Radierung
- Bildnis einer Dame, Deckfarben auf Leinwand
- Bildnis einer alten Frau, Kreide, Bleistift, weiß gehöht

## Bildbeispiele

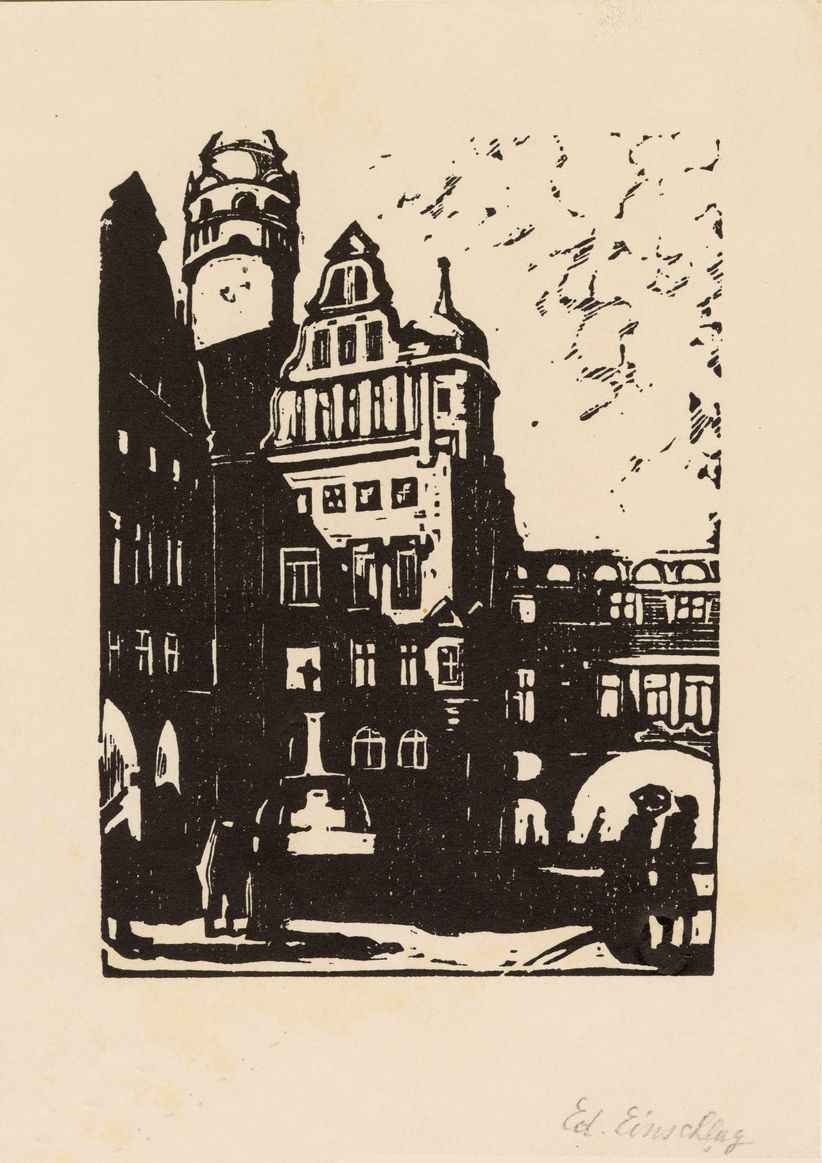
Burgplatz Leipzig Linolschnitt
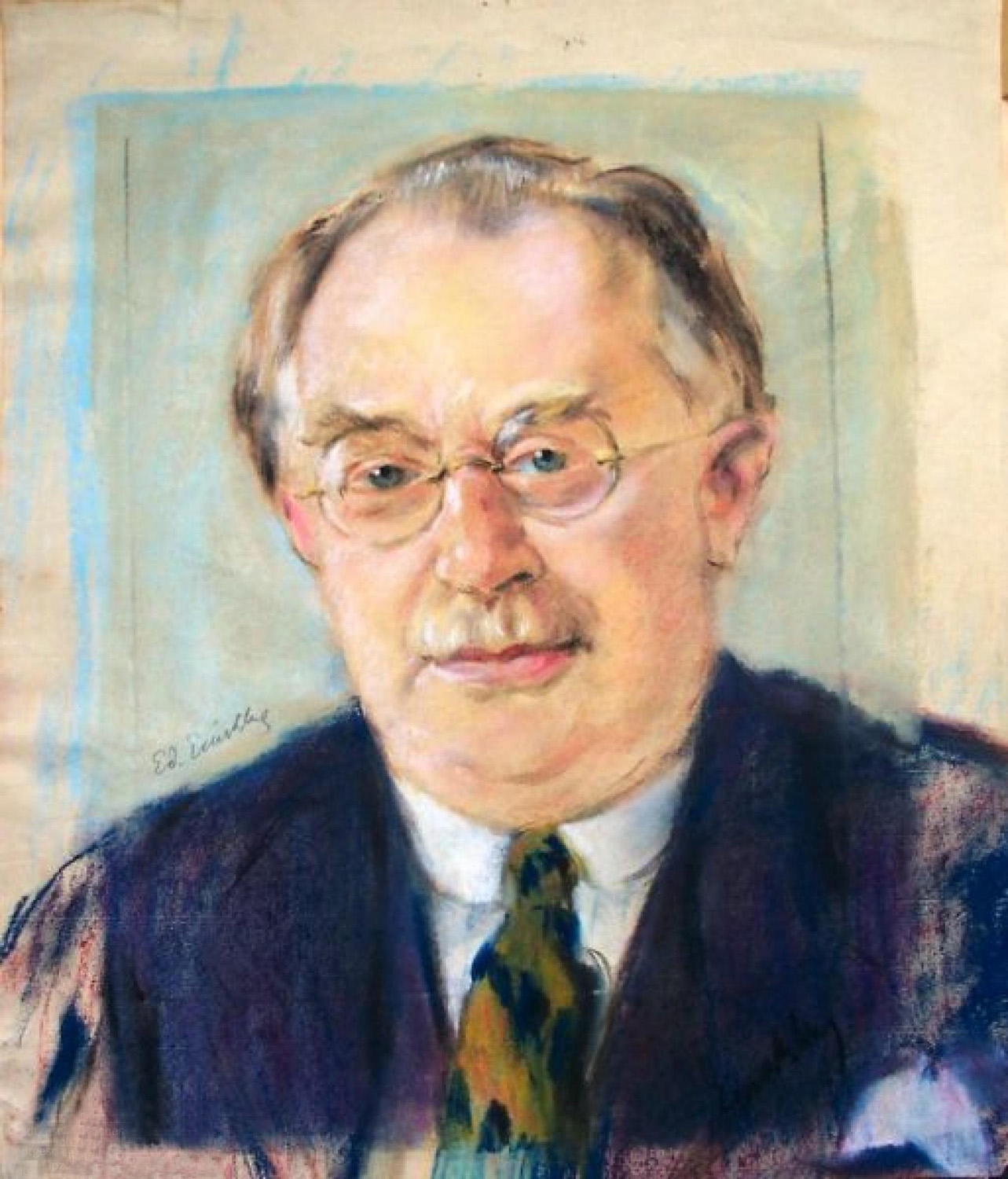
Barnet Licht Pastellmalerei
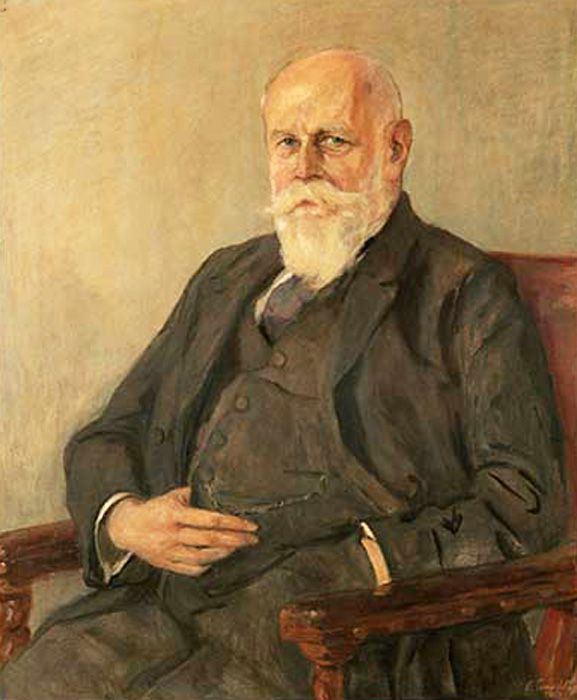
Karl Sudhoff Öl auf Leinwand (1923)
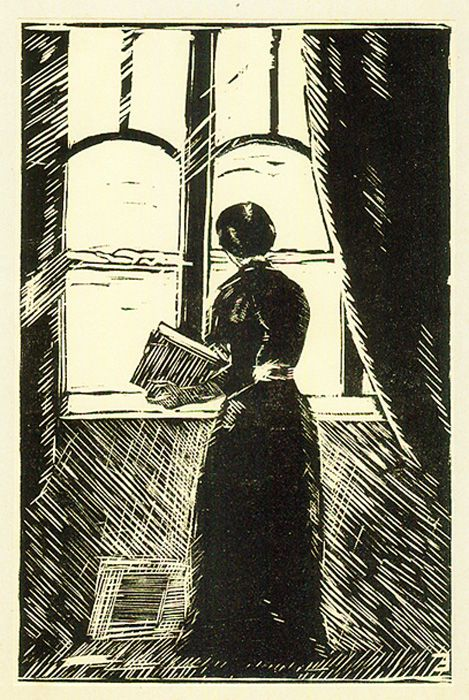
Am Fenster Holzschnitt (1918)
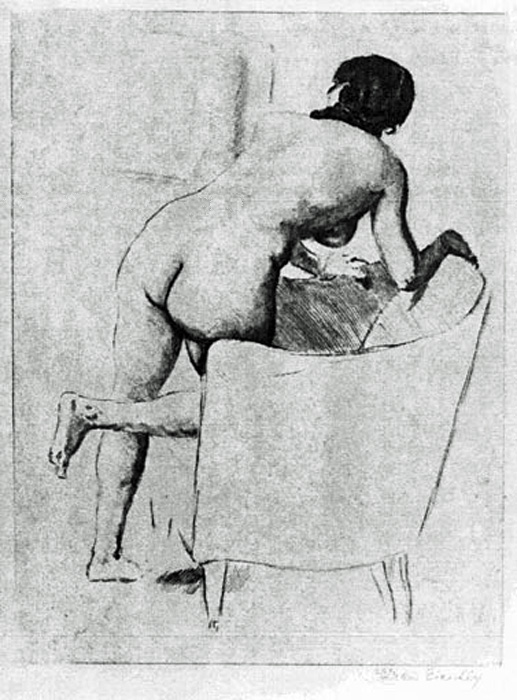
Akt am Sessel Radierung (1913)
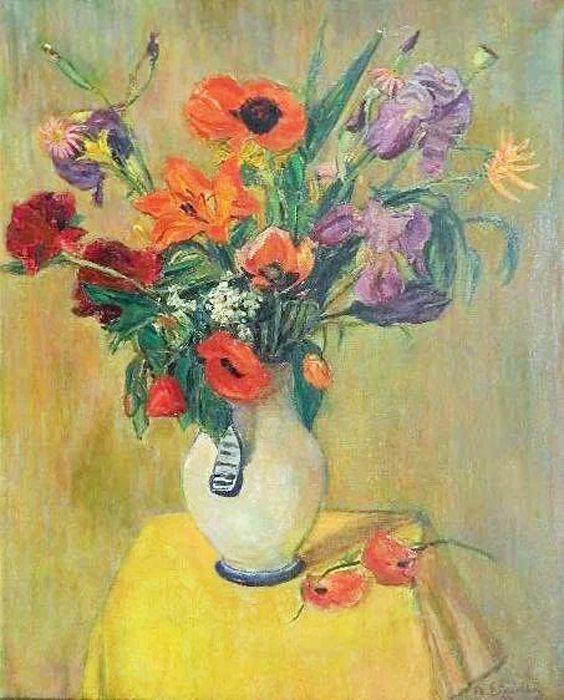
Blumen-Stillleben Öl auf Leinwand (1928)
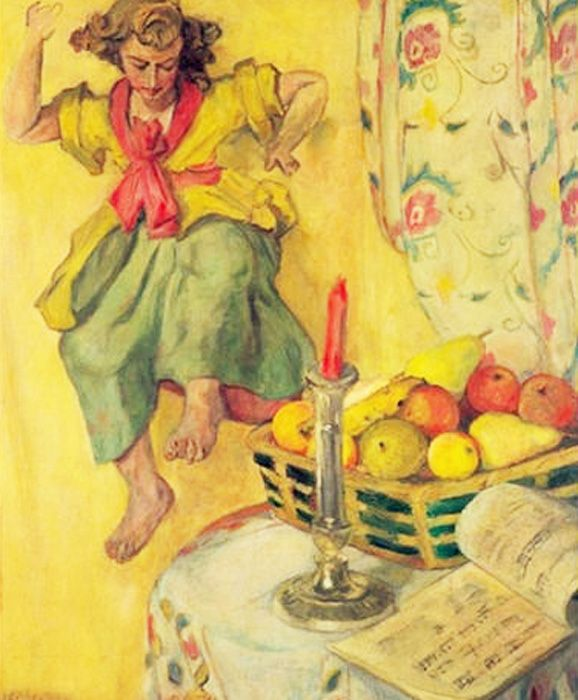
Früchte und Barockengel Öl auf Leinwand (1934)
Stillleben mit Tulpen (1923)